# Gerry Cakebread
Gerald "Gerry" Cakebread (1. april 1936 i Acton, London, England - 24. september 2009) var en engelsk fodboldspiller, der spillede hele sin karriere i Brentford F.C.. 